# ローズ奨学制度

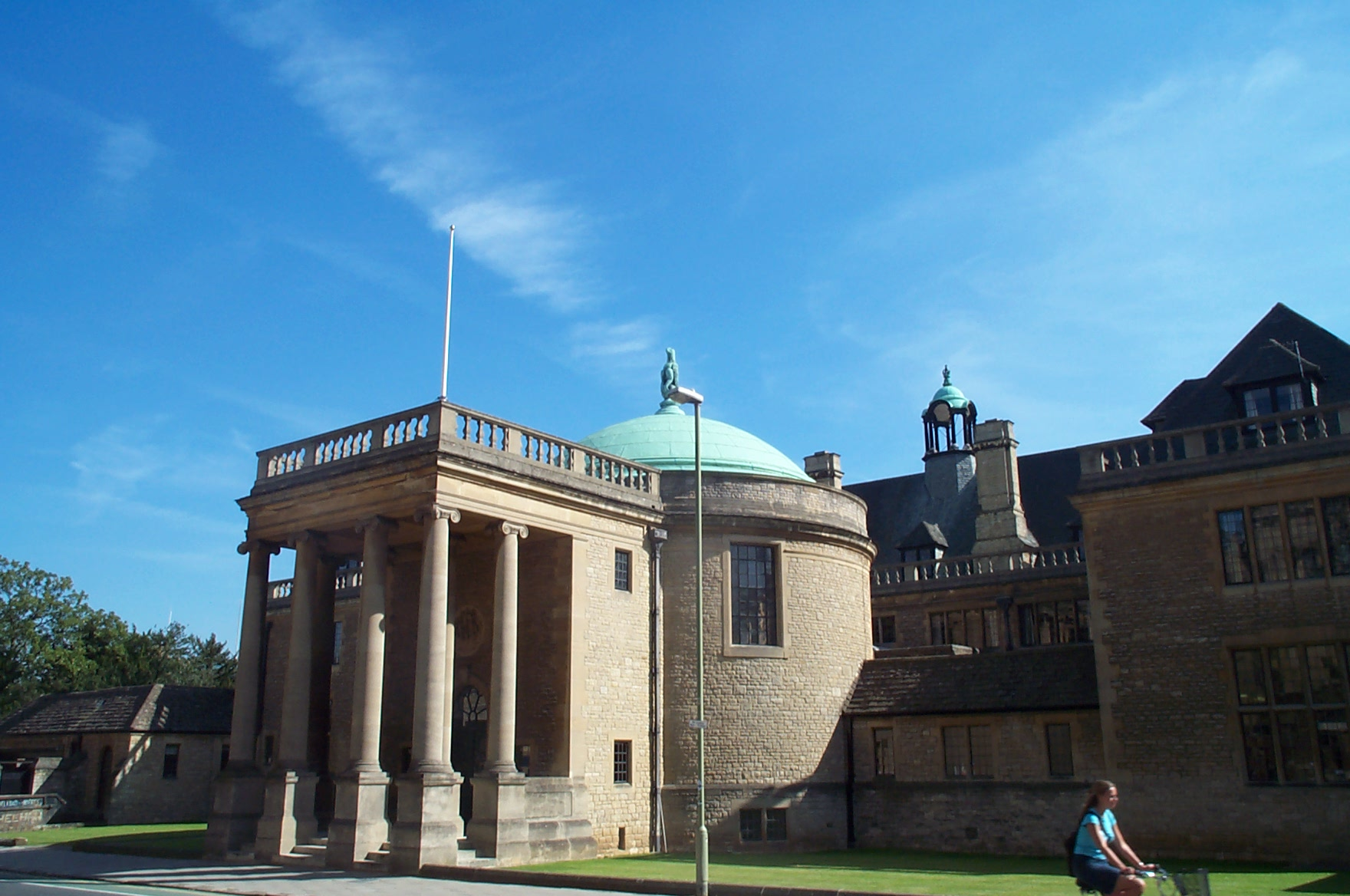
オックスフォードにあるローズハウス。設計者は Sir Herbert Baker

ローズ奨学制度（ローズしょうがくせいど、英: Rhodes Scholarship）は世界最古の国際的なフェローシップ制度である。オックスフォード大学の大学院生に与えられる。ローズ奨学生は同大学の大学院でMBA以外のコースで学ぶ者であり、分野は問わない。
奨学金は2年間与えられ、2年目の成績によってはさらに1年延長される。
学費はローズトラスト (Rhodes Trust) が支払い、さらに毎月生活費が与えられる。奨学生はオックスフォードに在籍中は寮に入居しなければならないが、同時にローズハウス (en) を利用できるようになる。ローズハウスは20世紀初めに建てられた施設である。
この奨学制度はセシル・ローズの遺産をもとに始められ、1902年以来毎年、オックスフォードにあるローズトラストが学生の能力や性格を考慮して奨学生を決定している。

## 基準
セシル・ローズの遺言にて、奨学生の選別に以下の４つの基準が示されていた。
- 執筆した論文や学校での成績
- スポーツ選手のように、ある一点に集中して才能を発揮できるエネルギー
- 真実、勇気、義務への執着、弱者への同情と保護、やさしさ、無欲さ、友情
- 道徳を重んじ、周囲の人間に興味を持っていること

遺言では本来、イギリス帝国、アメリカ合衆国、ドイツの学生に奨学金を与えることになっていた。公式にはこの3ヶ国を選んだ理由は「3つの列強の相互理解が深まれば、戦争がなくなる」と考えたからとされている。なお、セシル・ローズの人種差別主義が強く影響しているとする説もある。

## 当初の目的とその後の変更
セシル・ローズの意図には人種差別的だとの議論もあり、この奨学制度を利用して海外の将来のリーダーとなる留学生をイギリスに呼び込んで、帰国後に影響を与えようとするものだと批判された。
ローズ奨学制度についての議論に関しては、Dennis Cuddy の The Globalists と Secret Records Revealed に詳しい。
初期の変更として、第一次世界大戦と第二次世界大戦中、ドイツからの留学生から奨学生を選ばなくなった事例がある。実際、1914年から1932年までと1939年から1970年まで、ドイツ人留学生は奨学生に選ばれていない。
ローズの遺産は最初の10年で税金の支払いなどによってかなり減った。1929年、議会活動によってローズ本来の遺志とは別の資金が規定され、状況が変わった。これにより奨学生の数も増やせるようになった。例えば1993年から1995年にかけて、欧州共同体の他の国々からも奨学生が選ばれるようになった。
また、1977年からは女性にも奨学金を与えるようになった。2015年3月30日、「ローズ奨学制度」の適用範囲を来年から中国にも拡大すると発表された
。

## ローズ奨学金の米国における意味
地域の超一流人からなるローズ奨学生選考委員会が「聡明で協調精神のある、将来の良き市民たる能力を持つ」ことを基準として選ぶ。奨学生を卒業すると、アメリカにおいては能力を測る重要な物差しの一つとなっているため、その後は一目置かれ、色々な門戸は開かれ招待状が舞い込み、パワーエリートの道を選ぶことができる。

## 割り当て
毎年、世界中から約90人の奨学生が選ばれている。2006年から5年間、11人分の権利が留保されている。香港への割り当ては香港がイギリス連邦から抜けたため、1997年に廃止された。しかし、香港の実業家 Lee Hysan の寄付により、香港からの学生への奨学生選別が再開される予定となっている。
| 国                                          | 2006年 割り当て | 1903年 割り当て |
| ------------------------------------------- | --------------- | --------------- |
| アメリカ                                    | 32              | 32              |
| カナダ                                      | 11              | 2               |
| 南アフリカ （かつての南アフリカ連邦）       | 10              | 5               |
| オーストラリア                              | 9               | 6               |
| インド                                      | 5               | -               |
| ドイツ                                      | 2               | 5               |
| ニュージーランド                            | 3               | 1               |
| イギリス連邦西インド諸島                    | 1               | -               |
| ケニア                                      | 2               | -               |
| パキスタン                                  | 1               | -               |
| ジンバブエ （かつてのローデシア）           | 2               | 3               |
| ニューファンドランド （現在はカナダの一部） | 1               | 1               |
| バミューダ                                  | 1               | 1               |
| ジャマイカ                                  | 1               | 1               |
| ザンビア                                    | 1               | -               |

## 著名な奨学生
- 不明　　ジョージ・リンカーン陸軍将軍　OEP（緊急準備局）長官
- 不明　　アンドリュー・グッドパスター陸軍大将　NATO最高司令官
- 不明　　アレックス・カー　東洋文化研究者
- 1910年　エドウィン・ハッブル　宇宙膨張説で有名な天文学者、「ハッブル定数」
- 1920年　ジョン・M・ハーラン　連邦最高裁判事
- 1925年　J・W・フルブライト　アメリカ合衆国上院外交委員長、フルブライト奨学生発案、国連構想を発表
- 1931年　カール・アルバート　下院議長（民主党）
- 1931年　ディーン・ラスク　国務長官
- 1936年　ウォルト・W・ロストウ　アメリカ合衆国国家安全保障担当大統領特別補佐官
- 1938年　バイロン・R・ホワイト　連邦最高裁判事
- 1947年　スタンズフィールド・ターナー海軍大将 　CIA長官
- 1947年　ニコラス・カッツェンバック司法次官
- 1949年　ジョン・ターナー カナダ首相
- 1953年　ボブ・ホーク オーストラリア首相
- 1954年　リチャード・ルーガー上院外交委員長（共和党）
- 1958年　ジョセフ・S・ナイ　ハーバード大ケネディ行政大学院長、国防次官補、「ナイ・イニシアティブ」
- 1960年　レスター・サロー　経済学者、MIT教授
- 1961年　デイヴィッド・スーター　連邦最高裁判事
- 1963年　R・ジェームズ・ウルジー　CIA長官
- 1968年　ビル・クリントン　アメリカ合衆国大統領（民主党）
- 1968年　ストローブ・タルボット　NYタイムズ記者、国務副長官
- 1968年　ロバート・B・ライシュ　ハーバード大学ケネディスクール教授、ブランダイス大学社会政策大学院教授、アメリカ合衆国労働長官
- 1970年　ジェイムズ・ファローズ　CFRの安全保障問題研究家、主著「ナショナル・ディフェンス」（邦訳あり）
- 1973年　リチャード・N・ハース　外交問題評議会（CFR)会長、国務省政策企画局長
- 1974年　ウォルター・アイザックソン　CNN会長、「スティーブ・ジョブズ」「ザ・ワイズ・メン」著者
- 1975年　マイケル・サンデル　ハーバード大教授、「ハーバード白熱教室」、主著「正義」
- 1978年　マルコム・ターンブル　オーストラリア首相
- 1976年　アシュトン・カーター国防長官、ハーバード大学教授
- 1981年　ニコラス・クリストフ　NYタイムズコラムニスト、元東京支局長、元北京支局長
- 1981年　トニー・アボット　オーストラリア首相
- 1984年　ジョージ・ステファノポロス　大統領報道官、ABCニュース
- 2005年　ピート・ブティジェッジ　アメリカ合衆国運輸長官、前インディアナ州サウスベンド市長